# Студенческая улица (Ижевск)
Студенческая улица — улица в Ижевске, расположенная в «Городке Металлургов» в Октябрьском районе города. Пролегает в северо-западном направлении от улицы 30 лет Победы до пересечения улицы Песочной с Якшур-Бодьинским трактом (фактически являющимся продолжением Песочной).
Улица примечательна тем, что вдоль неё расположены учебные корпуса, общежития и иная сопутствующая инфраструктура двух университетов — Ижевского государственного технического (ИжГТУ, ранее ИМИ) и Удмуртского государственного аграрного (УдГАУ, ранее ИжГСХА).

## История
После открытия Ижевского механического института в центре города — на улице Максима Горького — встал вопрос о его дальнейшем развитии. В сентябре 1952 года секретарём обкома партии по промышленности Александром Протозановым и первым ректором ИМИ Владимиром Остроумовым было принято решение о строительстве студгородка на окраине города, на месте хвойного леса на 5-м километре Якшур-Бодьинского тракта.
Первым зданием на улице, получившей название 9-я Подлесная, стал 2-й корпус ИМИ, возведение которого началось в 1952 году. Параллельно рядом с ним строилось общежитие (в 1982 году переоборудовано под 7-й учебный корпус).
В 1962 году перед корпусом состоялось открытие памятника «Слава науке», который в народе прозвали «Вечным студентом»; тогда же велось сооружение спортивного комплекса «Буревестник». Позднее вдоль улицы были возведены ещё ряд корпусов и общежитий ИМИ (ИжГТУ), ДК «Интеграл», а также несколько зданий Ижевской сельскохозяйственной академии, окончательно сформировавших в этом квартале своеобразный межвузовский кампус.
Своё современное название Студенческая улица получила 5 марта 1970 года в соответствии с решением Исполкома Горсовета.

## Примечательные здания и сооружения
По нечётной стороне:

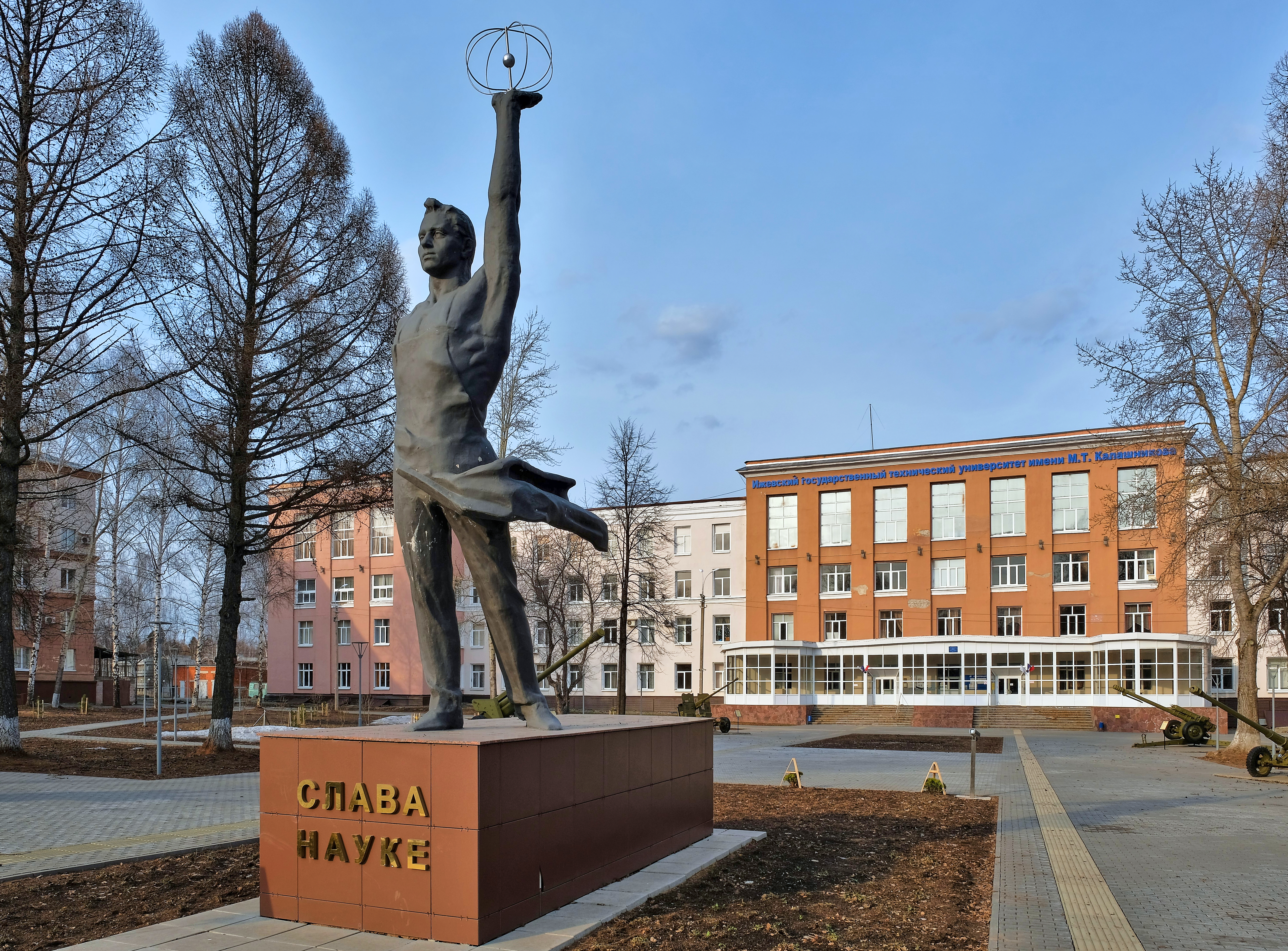
Памятник «Слава науке» на фоне 2-го корпуса ИжГТУ

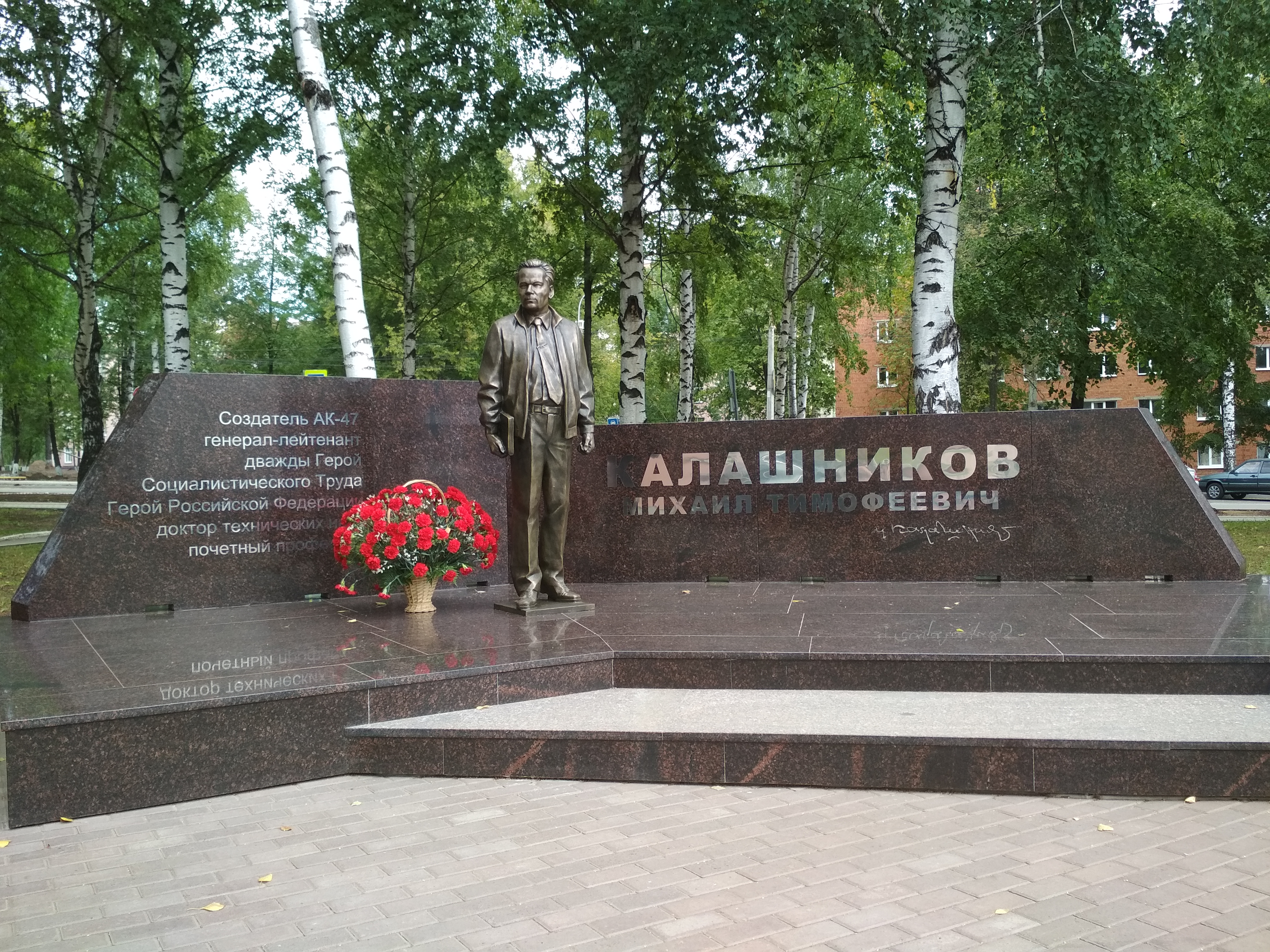
Памятник М. Т. Калашникову

- № 7 — 1-й корпус ИжГТУ, Студенческий центр «Интеграл»;
  - перед корпусами — сквер имени М. Т. Калашникова, памятник М. Т. Калашникову, памятник «Оружейникам Удмуртии»;
- № 9 — 3-й корпус УдГАУ;
- № 11 — 1-й корпус УдГАУ.

По чётной стороне:
- № 42 — 3-й и 6-й корпуса ИжГТУ;
  - перед корпусами — сквер, скульптурные композиции «Студенческим отрядам ИМИ—ИжГТУ» и «Трон магистра»;
- № 48 — 2-й корпус ИжГТУ;
  - перед корпусом — сквер с музеем оружия под открытым небом и памятником «Слава науке» (в народе — «Вечный студент»);
- № 48А — 7-й корпус ИжГТУ;
- № 56 — стадион «Буревестник».

## Транспорт
По улице не проходят маршруты общественного транспорта. В пешей доступности, на улице 30 лет Победы у её пересечения со Студенческой улицей, расположена остановка автобусов (№ 29, 36 и 79; маршрутные такси №18 и 52) и троллейбусов (№ 6 и 9) «ИжГТУ имени М. Т. Калашникова».